# Haplostichanthus fruticosus
Haplostichanthus fruticosus är en kirimojaväxtart som beskrevs av L.W. Jessup. Haplostichanthus fruticosus ingår i släktet Haplostichanthus och familjen kirimojaväxter. Inga underarter finns listade i Catalogue of Life.